# Kinetochilus
Kinetochilus es un género con tres especies de orquídeas. Ha sido separado del género Dendrobium. 

## Sinonimia
- Han sido segregadas del género Dendrobium Sw. (1799)

## Etimología
El nombre del género Kinetochilus proviene del griego kineto (mover) y chilus (labelo).

## Taxonomía
El género fue promovido a género desde Dendrobium Sw. (1799) por Brieger en (1981)
El género cuenta actualmente con tres especies.
La especie tipo es Kinetochilus pectinatus.

## Especies
- Kinetochilus cleistogamus (Schltr.) Brieger (1981)
- Kinetochilus crassicaule (Schltr.) Brieger (1981)
- Kinetochilus pectinatus (Finet) Brieger (1981)